# Kovács Csaba (jégkorongozó, 1984)
Kovács Csaba (Budapest, 1984. március 18. –) válogatott jégkorongozó. Az osztrák élvonalban játszott első idényében a kanadai táblázaton 14 pontot ért el (7 gól és 7 gólpassz), míg a másodikban már 35 pontot gyűjtött (19 gól és 16 gólpassz). Ezzel az eredménnyel csapata negyedik legeredményesebb játékosa volt; ha csak a lőtt gólok számát nézzük, akkor a második, holtversenyben Ocskay Gáborral. tízszeres magyar bajnok és kétszeres Inter-liga győztes. Apja  – id. Kovács Csaba – szintén válogatott jégkorongozó volt.
2017-ben vonult vissza a jégkorongtól.  Később a magyarországi NHL-közvetítések egyik állandó szakkommentátora lett. 

## Válogatott
2004 óta vett részt világbajnokságokon a válogatottal. Divízió I-es VB-n nyert bronz-, ezüst- és aranyérmet is; ez utóbbit 2008-ban, így 2009-ben játszhatott a svájci rendezésű A csoportos világbajnokságon. 2015-ben szintén ott volt a feljutást kiharcoló gárdában, majd egy évvel később ismét az A-csoportban szerepelhetett. 

## Díjai, elismerései
- Junior Prima díj (2008)